# Club Blooming
Club Blooming är en fotbollsklubb från Santa Cruz de la Sierra i Bolivia som bildades den 1 maj 1946. Klubben är en av de större och mer populära klubbarna i Bolivia och har, per 2011, vunnit den bolivianska högstaligan vid 5 tillfällen och spelat totalt 32 säsonger i den högsta divisionen. Klubben har även, per 2011, deltagit i Copa Libertadores 7 gånger (där de bland annat nådde semifinal 1985) och Copa Sudamericana 2 gånger. Blooming spelar på Estadio Ramón Tahuichi Aguilera som tar 35 000 vid fullsatt och byggdes 1939.